# Владимировац (Градина)
Владимировац је насељено место у саставу општине Градина, у Вировитичко-подравској жупанији, Република Хрватска.

## Историја
До територијалне реорганизације у Хрватској налазио се у саставу старе општине Вировитица.

## Становништво
На попису становништва 2011. године, Владимировац је имао 62 становника.

## Попис 1991.
На попису становништва 1991. године, насељено место Владимировац је имало 166 становника, следећег националног састава:
| Попис 1991.‍ | Попис 1991.‍ | Попис 1991.‍ | Попис 1991.‍ | Попис 1991.‍ |
| ----------- | ----------- | ----------- | ----------- | ----------- |
|             |             |             |             |             |
| Срби        | Срби        |             | 162         | 97,59%      |
| Хрвати      | Хрвати      |             | 2           | 1,20%       |
| Југословени | Југословени |             | 1           | 0,60%       |
| Мађари      | Мађари      |             | 1           | 0,60%       |
| укупно: 166 |             |             |             |             |